# Salomó
Salomó település Spanyolországban, Tarragona tartományban. Salomó Montferri, Bonastre, Vespella de Gaià és Vilabella községekkel határos. Lakosainak száma 525 fő (2024).

## Népesség
A település népessége az elmúlt években az alábbi módon változott:
| Lakosok száma | 165  | 856  | 726  | 706  | 451  | 351  | 501  | 539  | 557  | 525  |
|               | 1717 | 1887 | 1936 | 1960 | 1986 | 2004 | 2009 | 2014 | 2019 | 2024 |